# Thenmarachchi
Thenmarachchi (tamoul : தென்மராட்சி, singhalais : තෙන්මරච්චි) est l'une des trois régions historiques de la péninsule de Jaffna, dans le nord de Sri Lanka. Les deux autres régions sont Vadamarachchi et Valikamam. Cette région, comme l'ensemble de la péninsule de Jaffna, est peuplée principalement par des tamouls et a été pendant de nombreuses années sous le contrôle des Tigres Tamouls.

## Étymologie
Thenmarachchi est parfois écrit Thenmarachi, Thenmaraachi ou Thenmaraadchi. 
Thenmarachchi se traduit par "la possession des gens du sud" ou la "the rule of the southerners" en anglais. Il est dérivé des mots tamouls  thenmar (sudistes) et achchi (possession ou de la règle).